# Aase Seidler Gernes
Aase Seidler Gernes (født 26. juli 1927, død august 2018) var en dansk tekstilkunstner og Poul Gernes' hustru.
Hun arbejdede altid med mønstre, først på stof og i sit sene liv på papir i A4-format.
I en erindringstekst fortæller datteren og forfatteren Ulrikka S. Gernes om sin opvækst hos kunstnerparret. Hun er ligefrem og fortæller, at Poul Gernes opfattede sig som kunstneren, mens Aase Seidler Gernes måtte anonymt sekundere og assistere Poul Gernes.
Direktøren for Statens Museum for Kunst, Mikkel Bogh, ser Poul Gernes som et brand, en tidlig form for kunstnerkollektiv, bestående af en kvinde og en mand.